# Dorohojytchi (métro de Kiev)
Dorohojytchi (ukrainien : Дорогожичі ; russe : Дорогожичи, Dorogojitchi) est une station de la ligne Sirets'ko-Petchers'ka (M3) du métro de Kiev. Elle est située dans le raïon de Chevtchenko de la ville de Kiev, en Ukraine.
Mise en service en 2000, elle est desservie par les rames de la ligne M3. Le service est arrêté ou perturbé depuis l'invasion de l'Ukraine par la Russie en 2022.

## Situation sur le réseau
Établie en souterrain, la station Dorohojytchi, est une station de passage de la Ligne Sirets'ko-Petchers'ka (M3) du métro de Kiev. Elle est située entre la station Syrets, terminus ouest, et la station Loukianivska, en direction du terminus est, Tchervonyï khoutir.
Elle dispose d'un quai central encadré par les deux voies de la ligne.

## Histoire
La station Dorohojytchi est mise en service le 30 mars 2000, lors de l'ouverture à l'exploitation de la section de Loukianivska à Dorohojytchi. Elle est conçue par les architectes : AT. Gneverev, N. Alyoshkin, T. Tselikovskaya.

## Services aux voyageurs

### Accès et accueil

Installations
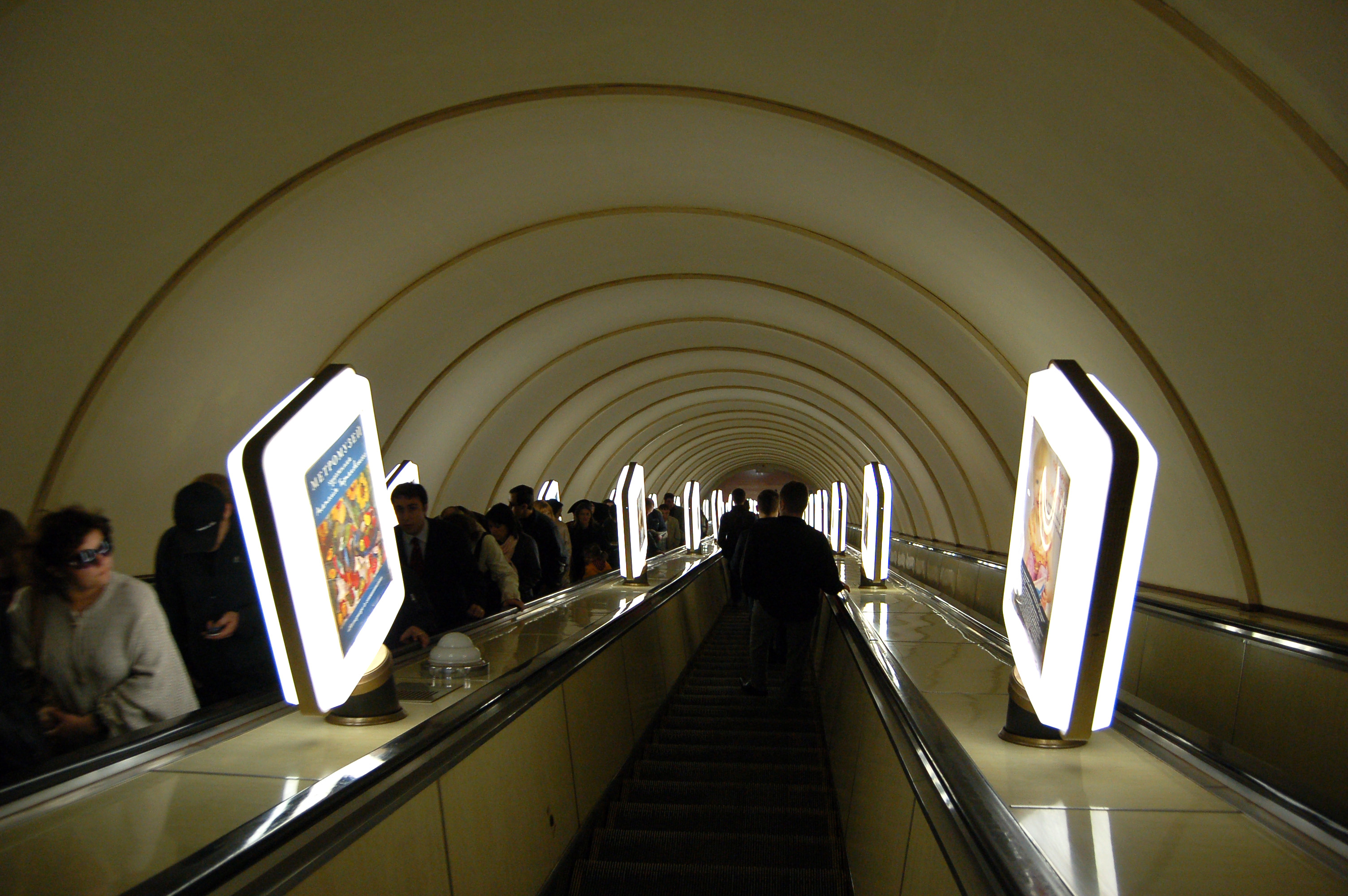
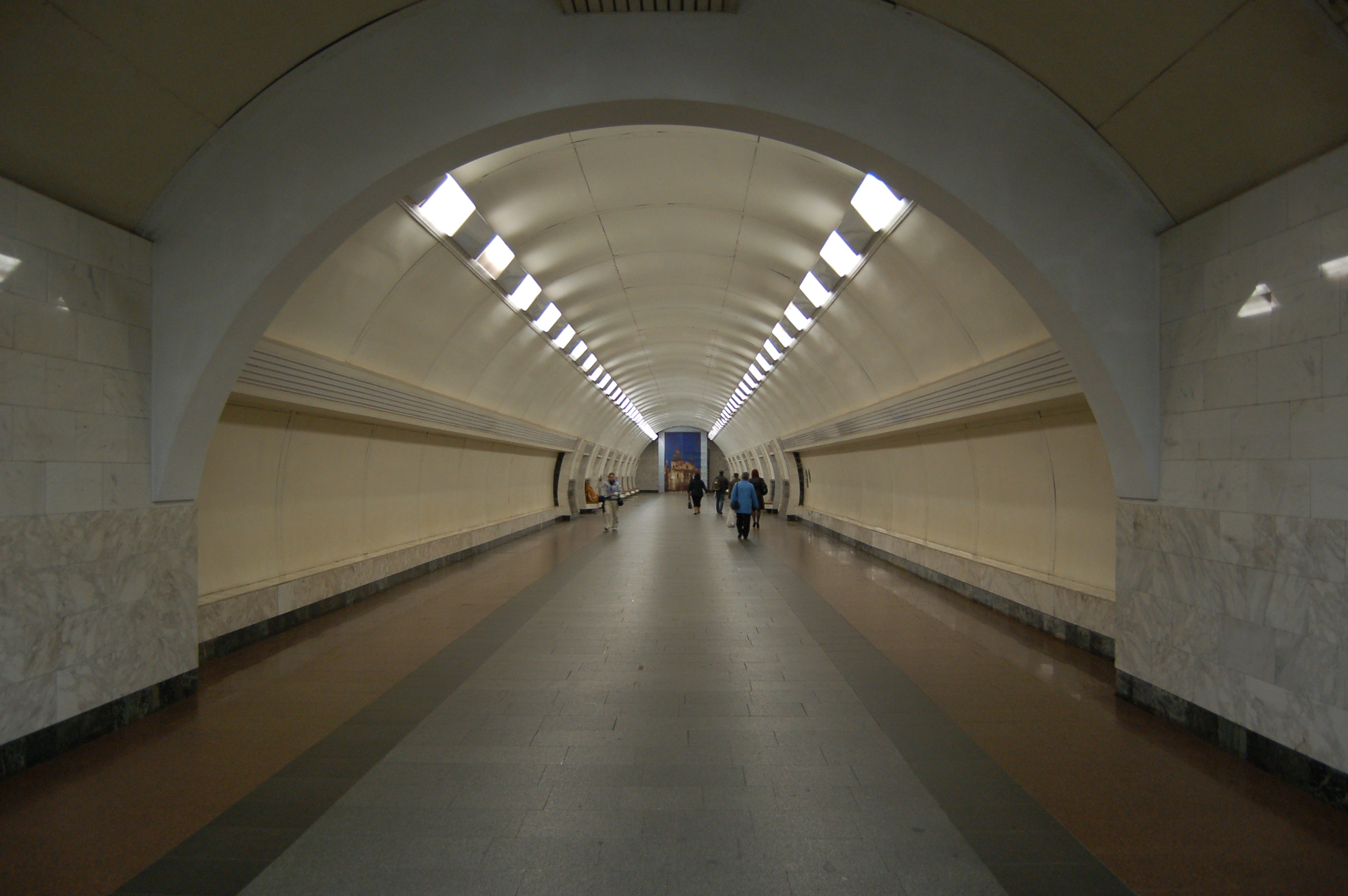

### Desserte
Dorohojytchi est desservie par les rames de la ligne M3.

Installations
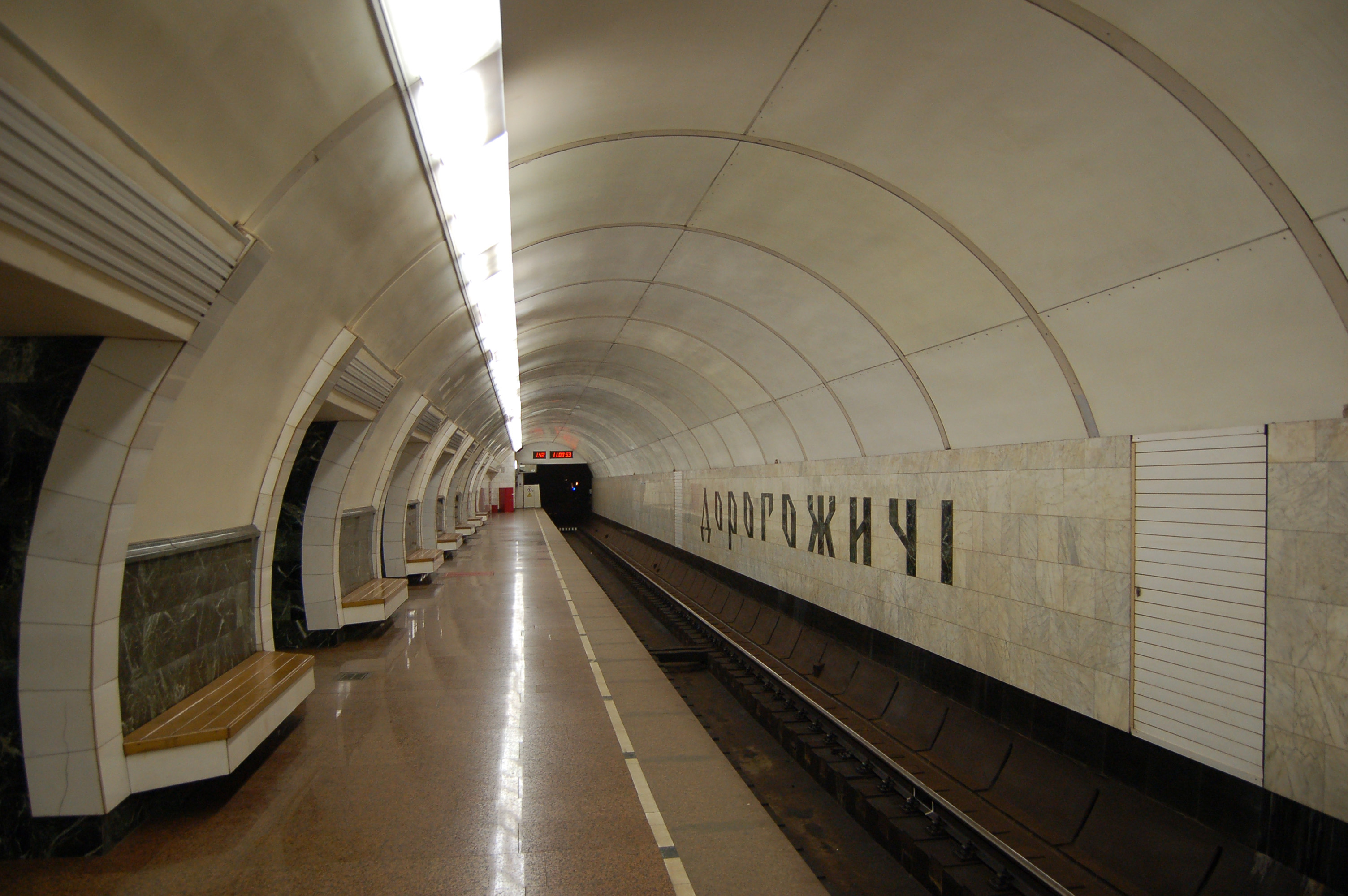
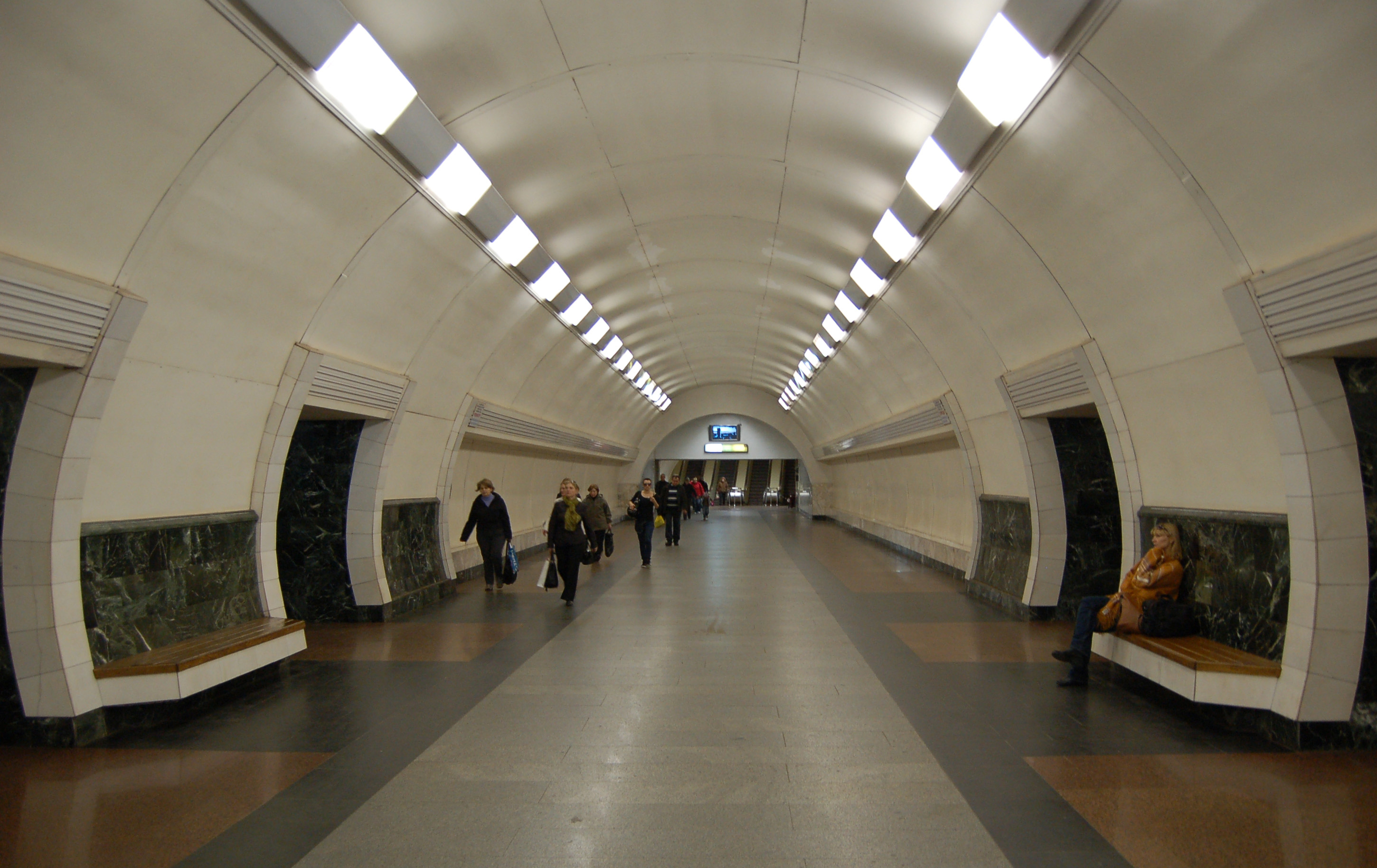
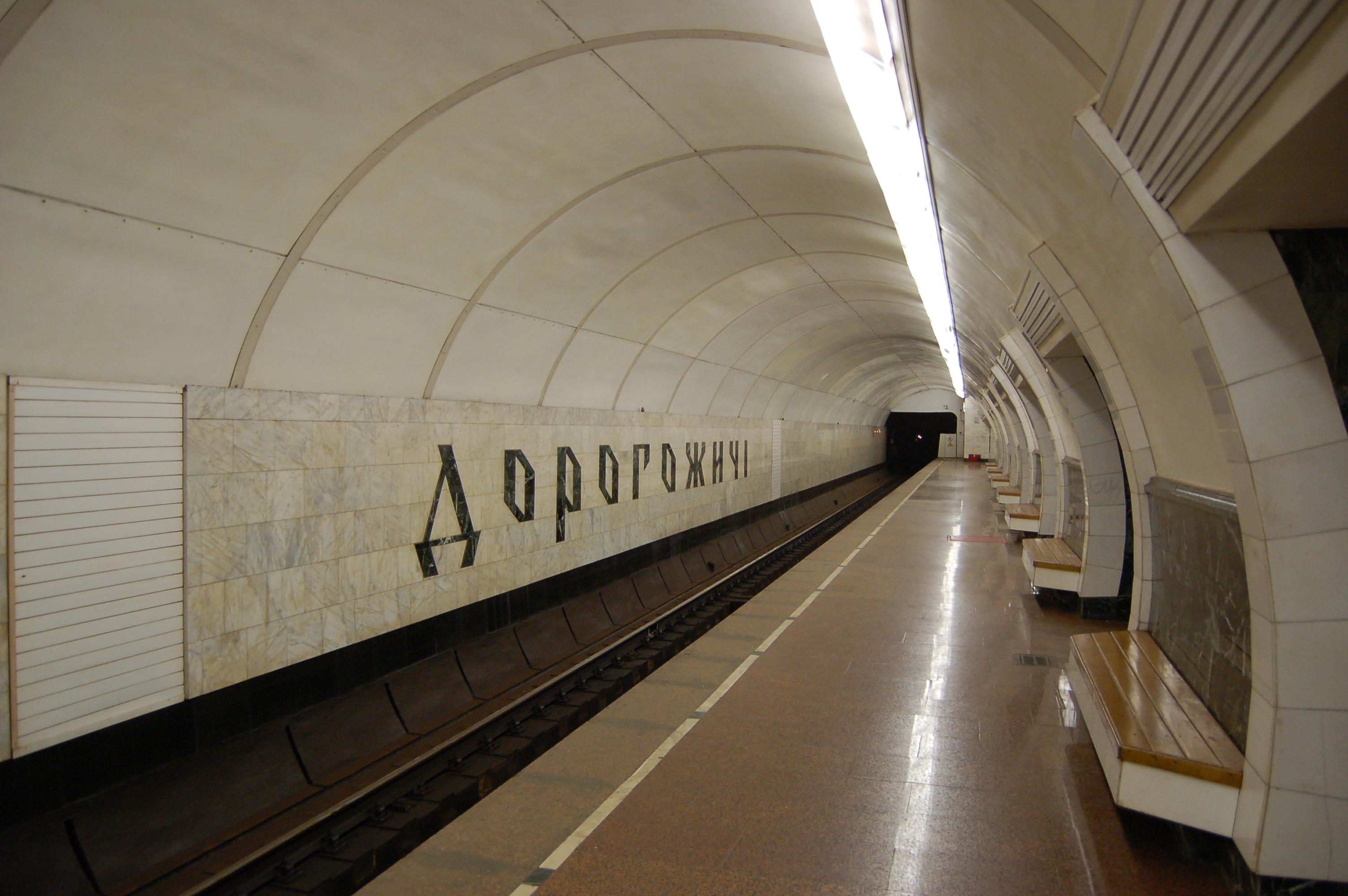